# Cal Bleda (Rubió)
Cal Bleda és una masia del segle xix situada a l'antic terme parroquial de Maçana, al municipi de Rubió, a la comarca catalana de l'Anoia. Es tracta d'un edifici de planta rectangular de planta baixa i pis amb la coberta a dues aigües. En destaca la façana de migjorn, que conserva quasi tota l'alçada original. S'hi obren tres finestres de la planta baixa i dues a l'alçada del primer pis, amb ampit de pedra i brancals de pedra ben escairada. A l'interior es conserven diversos murs de delimiten diferents estances. Entre aquestes es conserva la zona de la cuina, amb la boca del forn de pa i la xemeneia. Posteriorment, per la banda de llevant se li va annexionar un segon cos, de planta rectangular, actualment molt enderrocat. El parament dels murs és de pedra amb filades irregulars lligades amb morter de calç. A la façana de migjorn encara es conserva una bona part de l'arrebossat exterior dels murs.